# António Vieira

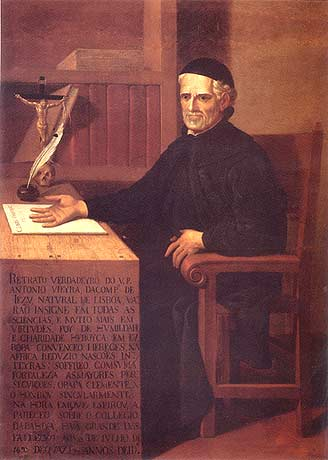
António Vieira

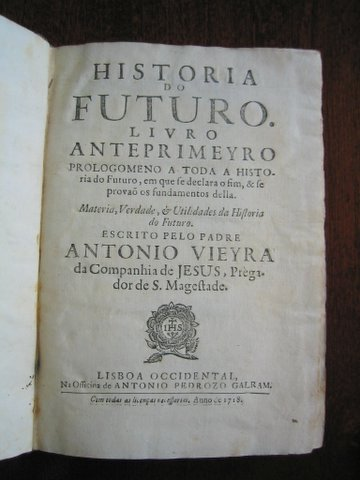
Vieiras Historia do Futuro (Geschiedenis van de toekomst)

António Vieira (Lissabon, 6 februari 1608 – Salvador da Bahia, Brazilië, 18 juli 1697) was een Portugees missionaris, katholiek theoloog, jezuïet, schrijver, ziener en historicus. Vieira was een der eerste critici van de koloniale misstanden en kwam op voor de onderdrukte Braziliaanse indianen.

## Leven en werk
António Vieira wordt geboren in Lissabon, maar verhuist op jonge leeftijd naar Salvador Bahia, de hoofdstad van het toenmalige Braziliaanse gewest. Daar maakt hij als jonge novice de bezetting door de Nederlanders mee. In zijn jaarverslag van 1624 en 1625 schrijft hij hier uitvoerig over. In latere preken zal hij fel uithalen naar de Hollandse ketters die het door Portugal gecultiveerde Brazilië willen veroveren.
Vieira verwierf als literator vooral bekendheid met zijn werk "História do futuro" ("Geschiedenis van de toekomst"). Hij was een der eersten die zich in hun geschriften keerden tegen de slavernij en de inquisitie.